# Henry Darcy
Pour les articles homonymes, voir Darcy.
Henry Philibert Gaspard Darcy, né le 21 prairial an XI (10 juin 1803) à Dijon et mort le 2 janvier 1858  à Paris, est un hydraulicien français, ayant entre autres établi la loi de Darcy, et l'équation de Darcy-Weisbach.
Ingénieur général des ponts et chaussées, il est à l'origine de l'adduction d'eau (dérivation et distribution de sources d'eau potable) et du passage du chemin de fer à Dijon, contribuant grandement au développement de la ville.

## Origines
Henry Darcy est né le 10 juin 1803 à Dijon. Son prénom de naissance est Henry, que Darcy lui-même utilisait, bien que l'orthographe Henri apparaisse dans certaines sources comme la plaque commémorative placée sur le monument de la fontaine du Rosoir (place Darcy à Dijon) ou son dossier à la Légion d'honneur. Il est le fils de Joseph Jacques François Lazare Gaspard Darcy (1774-1817), chef de bataillon de la Garde Nationale, conservateur des hypothèques à Arcis sur Aube et receveur de l'enregistrement à Chanceaux et Dijon et, de dame Agathe Angélique Serdet (1778-1870). Il est le frère du haut fonctionnaire Hugues-Iéna Darcy et l'oncle de l'industriel et haut fonctionnaire Henry Darcy.
Selon les recherches généalogiques d'Alexis Darcy, descendant à la 7e génération d'un cousin issu de germains d'Henry Philibert Gaspard Darcy, son ascendance remonte jusqu'à Pierre Darcy (vers 1618-1686), officier de sa Majesté (peut-être le même que Pierre d'Arcy, capitaine au Régiment de Picardie, vivant à la même époque et demeurant dans la même région), capitaine du comté et château d'Épinac, marchand et maître d'hôtel à la Drée de la dite paroisse d'Épinac, bourgeois à Nolay et procureur d'office au comté d'Épinac sous les ordres de noble Louis II de Pernes (1621 - 1694), chevalier, capitaine de cavalerie et Ier comte d'Épinac (la seigneurie dite de Monestoy au bailliage d'Autun, fut érigée en comté sous la dénomination de comté d'Épinac, par lettres datées du mois d'août 1656, registrées en la chambre des comptes de Dijon le 25 juin 1657, en faveur de Louis de Pernes) et Marie Marthe Dupasquier (vers 1635-1679).
Selon le généalogiste Gustave Chaix d'Est-Ange, la famille Darcy est qualifiée de la "haute bourgeoisie" dans son ouvrage "Dictionnaire des familles françaises anciennes ou notables à la fin du XIXe siècle". Pierre Darcy serait vraisemblablement originaire du département de l'Yonne.
Son père décède en 1817 alors que Henry avait 14 ans et son frère Hugues-Iéna 10 ans, c'est donc leur mère Agathe Angélique Serdet qui élève seule les deux frères.
Il épouse le 29 décembre 1828, à Dijon, Henriette Carey, native de Saint-Pierre Port, île de Guernesey, issue d'une famille récemment établie à Dijon. Le couple n'aura pas d'enfants.
La représentation graphique suivante présente succinctement les principaux ascendants d'Henry Darcy depuis le XVIIe siècle ainsi que les descendants de son frère Hugues-Iéna :
- Pierre DARCY (vers 1618-1686) : Officier des armées de Sa Majesté (possiblement Capitaine au Régiment de Picardie), Capitaine du comté et château d'Épinac, Maître d'hôtel de monseigneur le comte d'Épinac, Marchand à la Drée, Procureur d'office du comté d'Épinac, Bourgeois à Nolay
  - Charles Bernard DARCY (1663-vers 1714) : Marchand à la Drée, Laboureur, Chirurgien à Couches
    - Lazare DARCY (1688-1750) : Marchand et cabaretier à Épinac, Procureur d'office et notaire royal à Épinac
      - Lazare Gaspard DARCY (1732-1791) : Bourgeois à Épinac, Conseiller du Roi, Officier Garde-Marteau des eaux et forêts de l'Autunois, Bailli de la baronnie de Bèze, Bourgeois à Mirebeau-sur-Bèze, Maire échevin perpétuel de Mirebeau-sur-Bèze
        - Joseph Jacques François Lazare Gaspard DARCY (1774-1817) : Propriétaire, Volontaire dans le 3ème bataillon de volontaires de la Côte d'Or, Chef de bataillon de la Garde Nationale, Conservateur des hypothèques à Arcis-sur-Aube, Receveur de l'enregistrement à Chanceaux et Dijon, Décoré de l'Ordre du Lys
          - Henry Philibert Gaspard DARCY (1803-1858) : Ingénieur des Ponts et Chaussées, Hydraulicien, Conseiller municipal de Dijon, Directeur du service municipal des Ponts et Chaussées de la ville de Paris, Membre de l'Académie des sciences, arts et belles-lettres de Dijon, Officier de la Légion d'Honneur
          - Hugues-Iéna DARCY (1807-1880) : Docteur en droit, Avocat, Sous-Préfet de l'arrondissement de Sens, Préfet, Sous-secrétaire d'État, Conseiller général du canton de Mirebeau-sur-Bèze, Investisseur et administrateur, Officier de la Légion d'Honneur
            - Julien DARCY (1837-1838)
            - Henry DARCY (1840-1926) : Auditeur au Conseil d'État, Chef de cabinet du ministre président du Conseil d'État, Conseiller général de la Côte d'Or, Président de la confédération générale de la production française Chatillon-Commentry, Commandeur de la Légion d'Honneur
              - Antoinette, Eugénie, Jeanne DARCY (1866-1944)
              - Hugues, Henry, Jean DARCY (1868-1906) : Inspecteur des finances, Journaliste, Auteur
              - Pierre, Julien DARCY (1870-1918) : Sous-Lieutenant de réserve, Lieutenant de cavalerie, Administrateur de la Société métallurgique de l’Oural-Volga, Membre du conseil de la Compagnie des forges Châtillon-Commentry et Neuves-Maisons, Président de la chambre des commerces de Pétrograd, Fondateur et Vice-Président de la chambre russo-française, Administrateur de la Banque du Nord, Administrateur de la Banque russo-asiatique, Chevalier de la Légion d'Honneur
              - Valentine, Henriette DARCY (1872-1958)
              - Paul, Guy, Jacques, Lazare DARCY (1879-1970) : Maréchal-des-Logis, Sous-Lieutenant, Lieutenant de réserve, Maître des requêtes au Conseil d'Etat, Préfet, Président des Houillères de France, Chevalier de la Légion d'Honneur

## Formation
Henry Darcy commence ses études au collège royal de Dijon (aujourd'hui collège Marcelle-Pardé). En 1815, il reçoit une bourse de la commission municipale de l'instruction publique. 
En octobre 1821, il réussit les épreuves d'admission pour l'École Polytechnique et intègre la formation au 28ème rang sur une promotion de 78 élèves. Au sein de cette promotion, on retrouve notamment Adolphe Niel, Arthur Clarke ou encore Louis Napoléon Lannes.
En 1823, il est déclaré admissible aux services publics, il intégrera ainsi dès novembre de cette même année l'École Royale des Ponts et Chaussées (aujourd'hui École nationale des ponts et chaussées) au 8ème rang sur une promotion de 15 élèves. Il terminera sa scolarité au 6ème rang.
En mai 1826, pour sa dernière année de formation, il commence sa carrière d'ingénieur dans le Jura puis est nommé en 1827 aspirant-ingénieur en Côte d'Or pour lequel il perçoit traitement de 1 800 francs.
En avril 1828, il est nommé ingénieur ordinaire de deuxième classe par ordonnance royale.

## Activités professionnelles

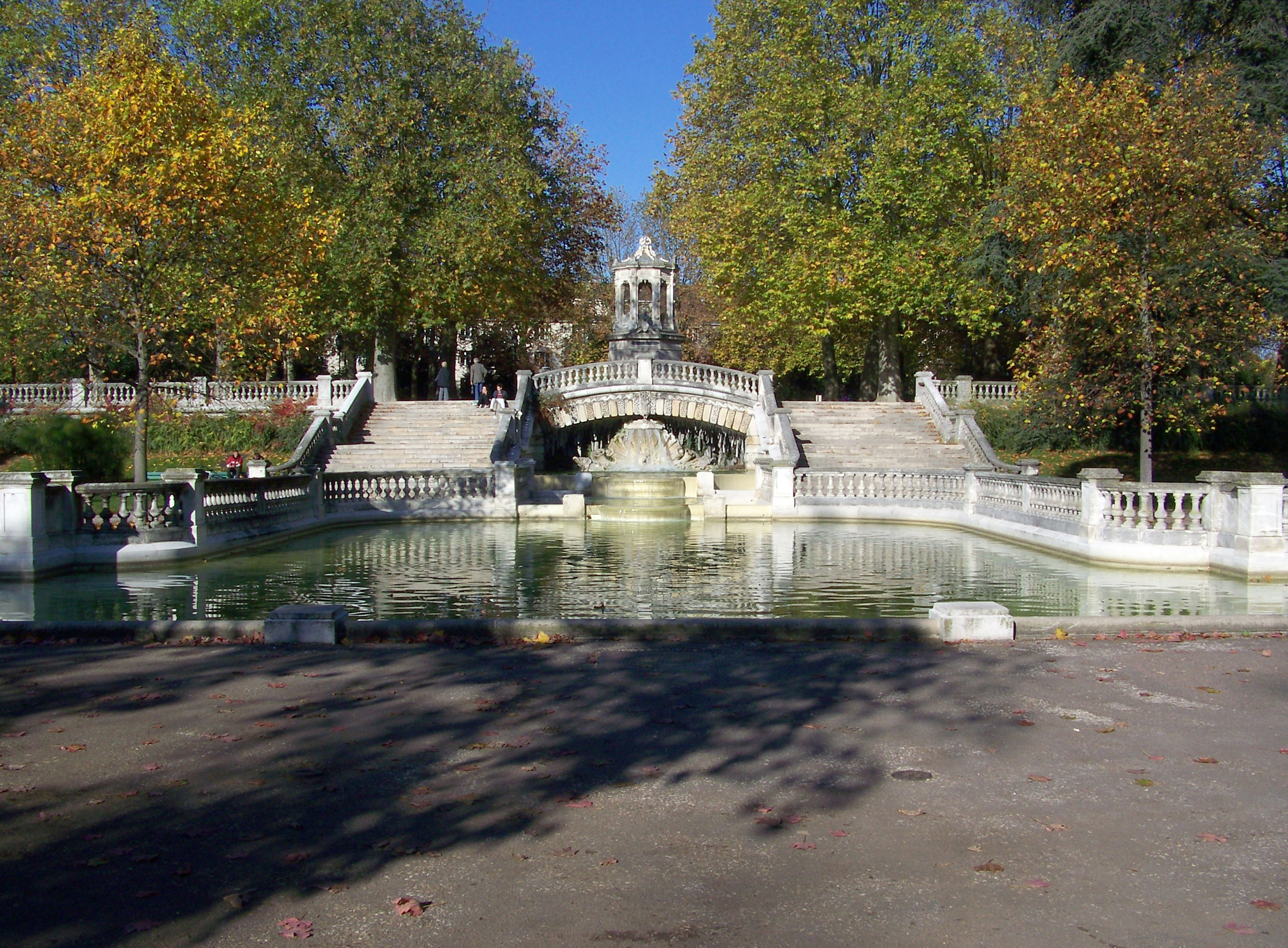
Arrivée d'eau au jardin Darcy de Dijon

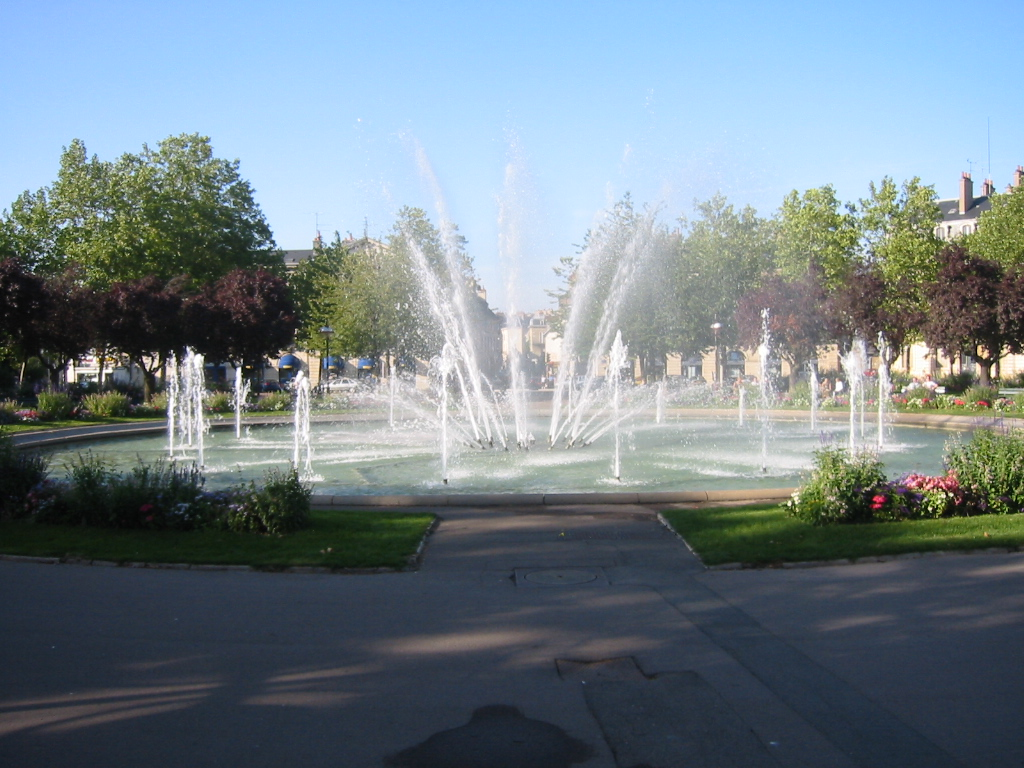
Arrivée d'eau place Wilson à Dijon

Le 5 mars 1834, il adresse à Étienne Hernoux, maire de Dijon de 1830 à 1837 un « rapport à Monsieur le Maire de Dijon sur les moyens de fournir l'eau nécessaire à cette ville ». Son projet est de construire une conduite d'eau souterraine de 12 km de long, depuis la source du Rosoir dans le Val Suzon jusqu'à Dijon. Les travaux débutent en 1839. Il est nommé ingénieur en chef du département de la Côte-d'Or la même année. Les travaux sont achevés le 6 septembre 1840. Après 3 heures de parcours, 7 000 litres d'eau arrivent chaque minute dans le réservoir de la porte Guillaume (aujourd'hui jardin Darcy). Le 18 juillet, un jet d'eau de 9 mètres de haut jaillit du bassin de la place Saint-Pierre (aujourd'hui place du Président-Wilson). Cet approvisionnement en eau contribua grandement au développement de Dijon et à la santé de ses habitants. En 1847, l'eau courante arrive à tous les étages des immeubles de Dijon, faisant de celle-ci la deuxième ville d'Europe la mieux desservie après Rome.
Son nom est associé à l’histoire d’une des premières voies ferrées en France, le chemin de fer d’Épinac à Pont-d’Ouche, concédé en 1830. Darcy contribue également à l'arrivée du chemin de fer à Dijon, avec l'appui du maire de Dijon, Victor Dumay et du préfet de la Côte-d'Or, Achille Chaper. En 1844, il dessine le tracé du chemin de fer Paris-Lyon via Dijon. On lui doit la création du tunnel de Blaisy-Bas, à proximité de Dijon.
En 1848, Darcy, jugé peu favorable au nouveau pouvoir, est muté d'office par le gouvernement provisoire à Bourges, au service du canal de Berry. Il n'y demeure que peu de temps car dès le 16 juin 1848, il est promu avec le titre d'ingénieur en chef-directeur à la tête du service des eaux et de la voirie de Paris. Au cours de son bref séjour à Bourges, il est amené à travailler au projet de canal de la Sauldre à travers la Sologne, réalisé à partir de l'été 1848.
En 1850, il est nommé inspecteur général de deuxième classe, mais doit demander une mise en disponibilité à la fin de l'année pour raison de santé.
En 1856, il publie son traité sur Les Fontaines publiques de la ville de Dijon, où apparaît la formule qui porte désormais son nom. Une unité de mesure en découle : un darcy correspond à la perméabilité d'un corps assimilé à un milieu continu et isotrope au travers duquel un fluide homogène de viscosité égale à celle de l'eau à 20 °C (une centipoise) s'y déplace à la vitesse de 1 cm/s sous l'influence d'un gradient de pression de 1 atm/cm.
De nos jours, les hydrauliciens et ingénieurs pétroliers utilisent toujours ses travaux, dont le coefficient dépendant de la perméabilité de la couche k pour la perméabilité dont l’unité CGS est le Darcy.
Peu après sa mort en 1858 d'une pneumonie, son nom est donné par la ville de Dijon à la place du Château-d'eau, qui devient place Darcy. En 1880, un jardin qui porte son nom sera construit sur le premier réservoir d'eau potable de Dijon.

## Œuvres

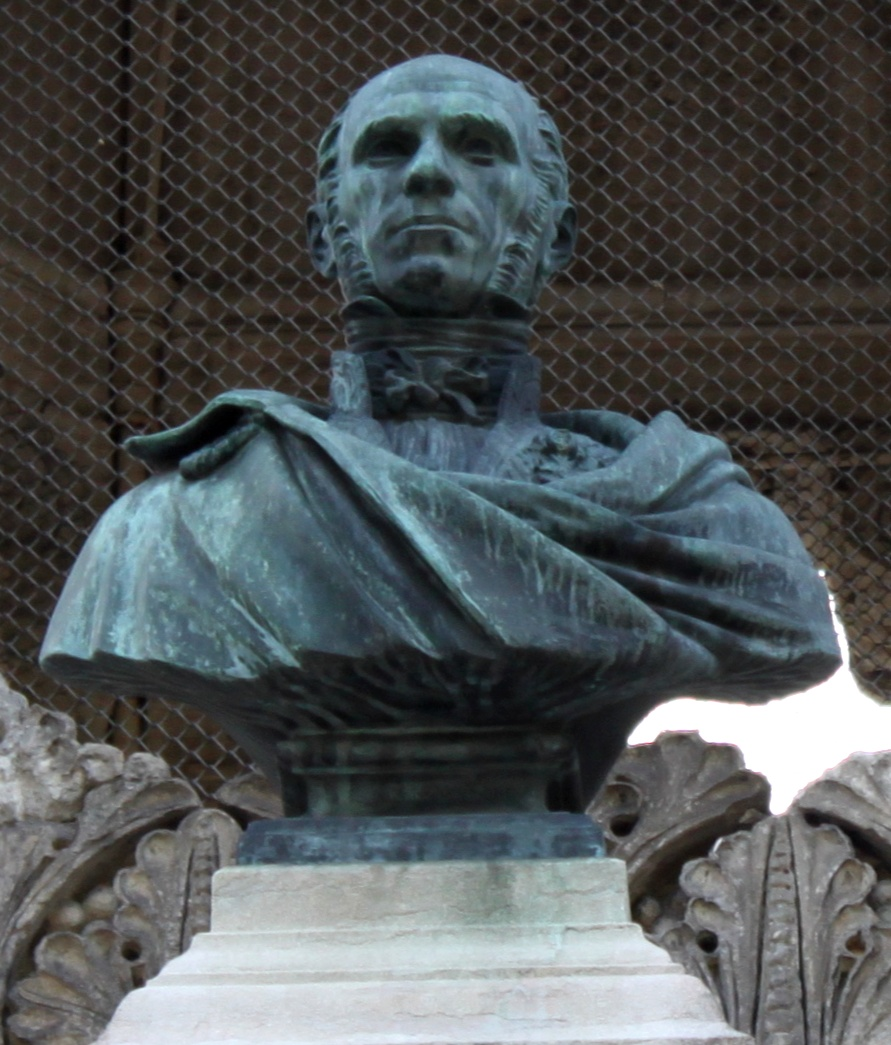
Buste d'Henry Darcy au Jardin Darcy à Dijon, construit sur le premier réservoir d'eau potable de la ville

- Rapport à M. le ministre des travaux publics, sur le pavage et le macadamisage des chaussées de Londres et de Paris, p. 1-263, Annales des ponts et chaussées. Mémoires et documents relatifs à l'art des constructions et au service de l'ingénieur, 1850, 2e semestre, Carilian-Goeury, Paris (lire en ligne), planche 190 : chaussées de Londres (voir)
- Henry Darcy, Les fontaines publiques de la ville de Dijon : exposition et application des principes à suivre et des formules à employer dans les questions de distribution d'eau, Paris, Victor Dalmont, 1856 (lire en ligne)
- Henry Darcy, Recherches expérimentales relatives au mouvement de l'eau dans les tuyaux, Paris, Imprimerie impériale, 1857 (lire en ligne)
- Henry Darcy, « Note relative à quelques modifications à introduire dans le tube de Pitot », Annales des ponts et chaussées,‎ 1858, p. 351-359 (lire en ligne [PDF], consulté le 31 juillet 2009)
- Henry Darcy, Henri Bazin, Recherches hydrauliques entreprises par M. Henry Darcy continuées par M. Henri Bazin. Première partie. Recherches expérimentales sur l'écoulement de l'eau dans les canaux découverts, Paris, Imprimerie impériale, 1865 (lire en ligne)
- Henry Darcy, Henri Bazin, Recherches hydrauliques entreprises par M. Henry Darcy continuées par M. Henri Bazin. Deuxième partie. Recherches expérimentales relatives au remous et à la propagation des ondes, Paris, Imprimerie impériale, 1865

## Distinctions
- Darcy est nommé conseiller municipal de Dijon le 10 décembre 1834. Il le restera jusqu'en 1848.
- Il est nommé chevalier de la Légion d'honneur le 31 août 1842 en reconnaissance pour les services de l'ingénieur et ceux du bon citoyen. Il est promu officier le 2 mai 1849[3].
- En 1845, il devient membre de l'Académie des sciences, arts et belles-lettres de Dijon.
- Par reconnaissance, en 1846, la ville de Dijon lui accorde pendant le restant de sa vie un approvisionnement gratuit en eau pour sa maison.